# Mister Miracle
Mister Miracle est un personnage de super-héros américain appartenant à l'univers DC Comics. Il apparaît pour la première fois dans Mister Miracle #1 (avril 1971) et a été créé par Jack Kirby.

## Historique de publication
Mister Miracle fait ses débuts dans le premier numéro de la série éponyme paru en avril 1971 comme faisant partie de la tétralogie Forth World. Big Barda, l'âme sœur du personnage apparaît dans Mister Miracle no 4 (octobre 1971). Selon Mark Evanier, Kirby voulait être un dessinateur et superviseur de comics chez DC, plutôt qu'un simple écrivain artiste : « nous allions confier la tâche principal de la création de Mr Miracle à Steve Ditko , lui confiant le dessin et nous l'écriture. Carmine Infantino, éditeur chez DC à l'époque, s'opposa à cela et proposa à Kirby de s'occuper lui-même de toutes les parts de création de Scott Free ». Evanier a co-écrit la plupart des numéros de la série.
Parmi les titres de la série Fourth Word, ceux avec Mister Miracle sont publiés avec 18 numéros, alors que les titres comme New Gods et The Forever People sont annulés après seulement 11 numéros. Les plus traditionnels des comics de la série Fourth World ainsi que les sept derniers numéros de cette série néglige en partie la légende du Quatrième Monde au profit d'autres super héros apparus bien plus tard. Le personnage fait équipe avec Batman à trois reprises dans The brave and the Bold. Le titre est alors repris en septembre 1977 par Steve Englehart et Marshall Rogers. Par la suite, Steve Gerber et Michael Golden produisent trois numéros se terminant avec le no 25 (septembre 1978) avec plusieurs intrigues en suspens. Mister Miracle fait aussi équipe avec Superman dans DC Comics Presents #12 et devient membre de la Ligue de Justice d'Amérique ainsi que de la Société de Justice d'Amérique dans Justice League of America #183-185 (octobre–décembre 1980).
Lorsque le personnage est relancé pour faire partie de la Justice league international en 1987, un one-shot spécial par l'écrivain Mark Evanier et le dessinateur Steve Rude est publié la même année. Cette série spéciale est suivie par une autre qui débute en janvier 1989, écrite cette fois par J. M. DeMatteis et dessinée par Ian Gibson. Parmi les autres auteurs qui ont contribué à ce titre il y a Keith Giffen, Len Wein, et Doug Moench. 28 numéros sont sortis jusqu'en 1991. Cette série est largement dépeinte d'humour, une sorte de renouveau de Scott Free et ses proches vu par Giffen, vivant dans les banlieues quand ils n'étaient pas en train de lutter contre le mal avec la Ligue de Justice.
En 1996, une série écrite par Kevin Dooley raconte l'histoire de Scott tentant d'échapper à son destin de New Gods en créant une fondation de bienfaisance à New York. Sept numéros sont parus sur cette série, avant que toutes les séries The Fourth World soient annulées pour faire place au lancement de Jack Kirby's Fourth World.
En outre, les alliées de Scott et sa femme Big Barda ont été membres de la nouvelle Ligue de Justice et apparaissent régulièrement dans la série Jack Kirby's Fourth World de John Byrne.
Avec le lancement des meta-séries de Grant Morrison intitulées Seven Soldiers, Mister Miracle est réadapté avec des mini-séries de quatre numéros centrées sur l'apprenti de Scott, Shiloh Norman, qui deviendra plus tard le nouveau Mister Miracle.
En mai 2015, on annonce un possible retour de Mister Miracle dans une série écrite par Geoff Johns intitulé Darkseid War.
Puis, le 12 mai 2017, il est annoncé que le personnage sera de retour dans une nouvelle série de douze numéros, écrite par Tom King. Cette mini-série en douze épisodes écrite par Tom King et dessinée par Mitch Gerads vaut à ses auteurs de nombreux prix.

## Biographie fictive des différentes versions
Mister Miracle fait partie des quatre séries que Kirby avait prévu pour la saga du Quatrième Monde. Le personnage est inspiré par le passé d'illusionniste du dessinateur Jim Steranko, tandis que la relation amoureuse du personnage avec Big Barda est basée sur la romance entre Kirby et sa propre femme.

### Thaddeus Brown
Thaddeus Brown était un artiste de cirque dont le nom de scène est Mister Miracle. En tant que premier artiste d'évasion à utiliser ce nom, Brown décide de former Scott. Après le meurtre de Brown, Scott Free prend le nom de Mister Miracle et embauche son assistant Oberon.
Thaddeus fut l’un des professeurs de Batman - apprenant au jeune Bruce Wayne l’art de l'évasion.

### Scott Free

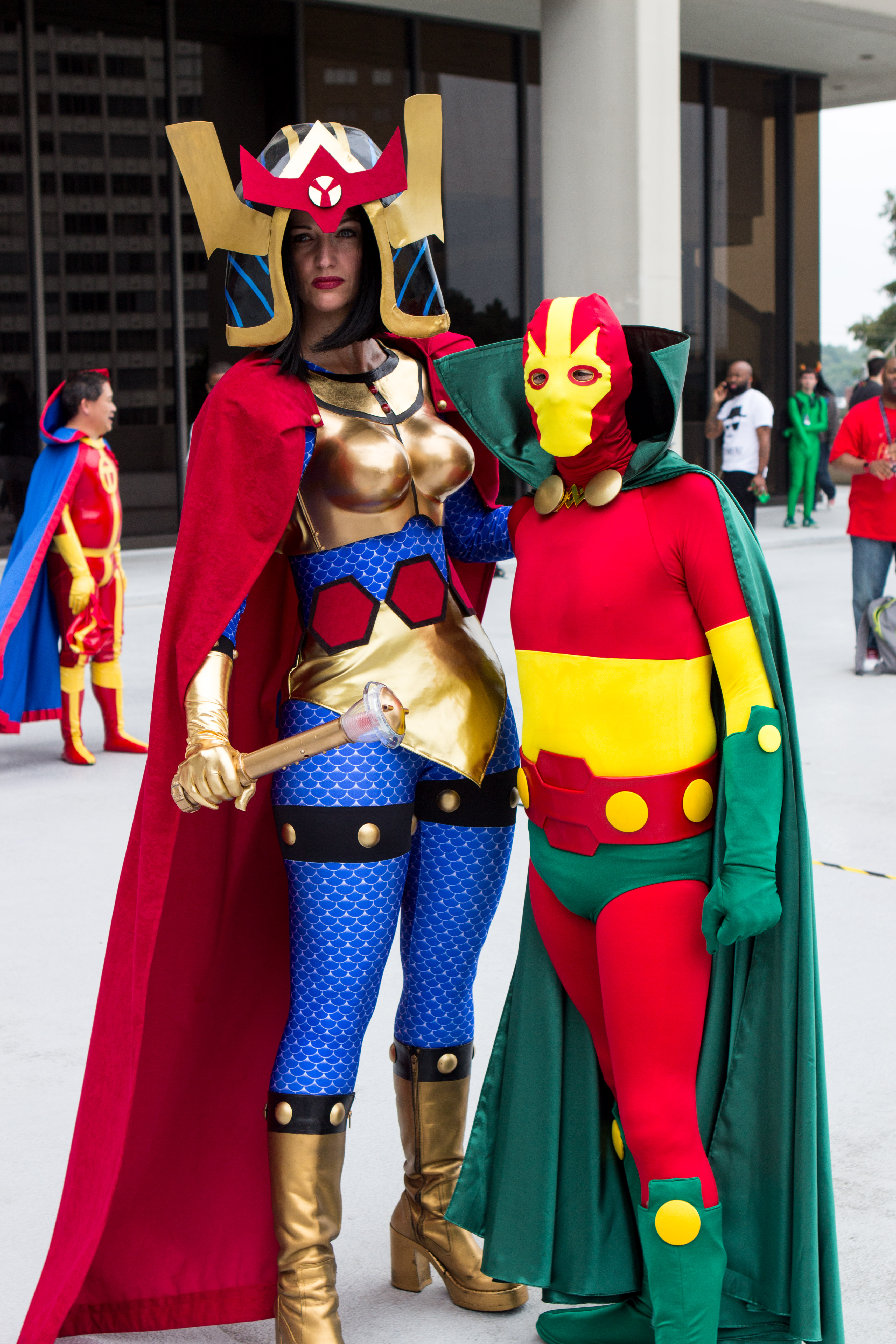
Cosplay de Mister Miracle et Big Barda

Scott est le fils d'Izaya (Le Haut Père) et de son épouse Avia. Dans le cadre d'une initiative diplomatique visant à éviter une guerre destructrice contre la planète Apokolips, le Haut Père accepte un échange avec le tyran galactique Darkseid ; l'échange devant garantir la paix entre les deux parties. Scott est alors échangé contre le deuxième fils de Darkseid, Orion.
Il grandit dans l'un des « orphelinats de la terreur » de Mamie Bonheur sans aucune connaissance de son propre héritage. Quand il commence à grandir, Scott se rebelle contre les idéologies totalitaires d'Apokolips. Se reprochant de n'avoir pas su s'adapter à ce monde, il est conseillé par Metron de visualiser son futur au-delà de Darkseid. Scott fait alors partie d'un petit groupe d'élèves qui sont éduqués en secret par le rebelle Himon, originaire de New Genesis et vivant comme un chien affamé sur Apokolips. C'est lors de ces réunions secrètes qu'il rencontre Big Barda qui deviendra sa femme.
Bien plus tard, Scott Free s'enfuit vers la Terre. Son évasion, anticipée et prévue par Darkseid, annule le pacte entre Apokolips et Le Haut Père. Le tyran profite alors de cette bavure pour déclarer une nouvelle guerre contre New Genesis. Une fois sur Terre, il devient le protégé d'un artiste de l'évasion, Thaddeus Brown, dont le nom de scène est Mister Miracle. Brown est rapidement impressionné par les compétences de Scott qui quant à lui se lie d'amitié avec l'assistant de Brown, un nain nommé Oberon. Lorsque Thaddeus Brown est assassiné, Scott Free devient Mister Miracle. Barda suit plus tard Scott sur Terre, et les deux jeunes héros utilisent leurs pouvoirs et compétences dans une nouvelle guerre contre Darkseid. Finalement, las d'être traqué par les serviteurs de Darkseid, notamment les Folles furieuses, Scott retourna à Apokolips et gagne sa liberté en remportant un combat loyal.
Scott Free devient plus tard membre de la « Justice League International » comme Barda et Oberon. Il s'adapte peu à peu au mode de vie humain et devient presque un mari modèle, profitant au maximum des moments qu'il passe avec sa femme.
Pendant la période qu'il passe avec la Ligue de Justice, Scott nourrit une intense rivalité avec le vilain Manga Khan. Ce dernier enlève Scott à plusieurs reprises, l'obligeant à devenir son assistant personnel. Plus tard, Khan remplace Scott par un robot qui sera assassiné par Despero au cours de sa première mission avec la Ligue de justice d'Amérique. Scott s'échappe finalement de Manga Khan et retrouve sa femme et ses amis.
Dans la conclusion de Final Crisis, la plupart des New Gods bénéficie d'une nouvelle renaissance.
Dans The New 52, Mister Miracle apparaît aux côtés de Big Barda volant autour de la ruine de la Ville de Gotham City sur la Terre 2. Leur but est de retrouver le mystérieux nouveau Batman, mais ils sont par la suite attaqués par Fury.
Le personnage apparaît récemment dans des séries et crossover avec d'autres New Gods.
Mister Miracle et Big Barda ont une fille, nommée Avia en l'honneur de la mère de Scott.

### Shilo Norman
Le jeune Shilo Norman est l’associé de Thaddeus Brown (le premier Mister Miracle). Lorsque Brown est assassiné par un gangster nommé Steel Band, Scott venge son nouvel ami en prenant l'identité de Mister Miracle et en remettant Steel Hand aux mains de la justice. Après la mort de Brown, Shilo commence à travailler avec Scott Free (le nouveau Mister Miracle) et Big Barda.
Étant lui-même un artiste de l'évasion, Shilo, devenu adulte, est nommé chef de la sécurité à Slabside Island, une prison de Haute sécurité réservée pour les méta-humains, aussi surnommée les Slabs. Après avoir résisté aux émeutes lors du « dernier rire » du Joker, il est promu directeur de la prison qui est délocalisée en Antarctique. Un peu plus tard Shilo Norman apparaît dans le crossover de Grant Morrison intitulé Seven Soldiers of victory. Dans Final Crisis #2, Shilo dit à Sonny : « Il y avait une guerre cosmique et les puissances du mal ont gagné ». Il lui demande ensuite de constituer une nouvelle équipe pour vaincre les Dieux du mal.

## Pouvoirs et capacités
Comme tous les New Gods, Scott Free est pratiquement immortel ; il a arrêté de vieillir autour de l'âge de 30 ans, et il a développé une immunité contre les toxines et les maladies. Scott a une force surhumaine. Il est agile, rapide, a le sens de coordination, des réflexes prodigieux, et possède aussi une endurance incroyable. À la suite d'une existence épuisante et rigoureuse sur Apokolips, Scott a développé une résistance aux dommages physiques et psychiques, ainsi qu'une capacité de récupération rapide.
Il possède en outre des facultés intellectuelles développées et une connaissance approfondie de la majeure partie de l'univers. Au cours de sa vie sur Apokolips, il fut éduqué par Himon qui lui enseigna la science et l'utilisation de la technologie de pointe du Forth World. Scott Free est un inventeur de génie qui a conçu la plupart des équipements inclus dans son costume, y compris sa boîte mère.
Il est entraîné par Mamie Bonheur pour devenir un soldat d'élite. Bien qu'il méprise la violence et soit souvent décrit comme un pacifiste, Scott reste un guerrier exceptionnel puisqu'il maîtrise toutes les techniques de combat d'Apokolips et est un expert du maniement des armes blanches. Il est aussi un maître dans l'art de l'évasion et est un acrobate confirmé. Il est considéré comme plus doué pour l'évasion que Batman, et une grande partie de ses aptitudes sont dues à sa physiologie avancée.
Scott Free est l'héritier de l'Effet Alpha, l'antithèse du rayon oméga de Darkseid. Dans le passé, Scott a utilisé ces pouvoirs à des fins diverses. Il réussit à augmenter ses capacités physiques et à ressusciter les morts (comme Big Barda et autres New Gods). Il peut aussi terrasser ses adversaires avec de l'énergie pure, voler, ou manipuler et absorber de l'énergie vitale. Darkseid mentionne que ses pouvoirs peuvent atteindre des proportions quasi illimités.
Scott possède un avantage terrible sur ses adversaires : l'incarnation de l'Équation de l'anti-vie, qui lui permet de déformer la réalité, l'espace et le temps à un niveau cosmique. La capacité est alimentée par la rage et les émotions négatives, tempéraments que Scott ne possède pas. L'équation de l'anti-vie peut donner à tout être le pouvoir de dominer la volonté de toutes les races.

### Équipements
- La Boite mère[19], qui lui permet entre autres de se téléporter dans l'espace. On peut l'apercevoir dans le film Superman/Batman : Apocalypse, où quelques membres de la Justice League l'utilisent pour aller à Apokolips.
- Costume : le costume de Mister Miracle est magnétiquement étanche et offre une protection limitée contre le feu. Il contient de nombreuses poches cachées. Chaque gant et chaque botte, ainsi que sa ceinture, en contient une demi-douzaine. Dans une poche secrète sur le haut de son bras droit se cache sa Boîte mère[20].
- Masque : le masque de Mister Miracle contient des circuits pour sa Boîte mère et une unité de support de vie. Ces circuits permettent à Scott l'utilisation de sa boîte mère en ayant les mains libres. Le système de support de vie lui permet en outre de survivre dans des environnements hostiles.
- Gants : ses gants possèdent des poignets larges qui tiennent les multi-cube et les assortiment de choix. Ces gants peuvent générer d'énormes quantités d'énergie électrique. Ses circuits cachés ont la capacité de créer des fission d'explosions et des petites ondes de choc.
- Bottes : les semelles de ses bottes contiennent des laser capable de brûler n'importe quelle surface.
- Cape : la cape de Scott est faite de fibres à mémoires provenant de New Genesis. Elle peut résister à n'importe quelle explosion.
- Aero Discs : fines plaques de métal d'environ 30 centimètres de diamètre. Les New Gods les utilisent pour leurs déplacements personnels. Ils peuvent atteindre la vitesse de 250 km/h. Scott a modifié ses disques pour qu'ils se rétractent dans ses bottes lorsqu'ils ne sont pas en cours d'utilisation. Il a aussi ajouté des aimants pour lui permettre de s'accrocher à un mur ou à un plafond en métal.
- Assortiments de choix : un petit outil que Mister Miracle utilise pour échapper aux pièges.
- Multi-Cube : c'est un périphérique de sa Boîte mère. Le cube a été conçu par Mister Miracle pour utiliser le pouvoir de transmutation de la Mother Box afin de prédéfinir un certain nombre d'actions par avance. Toutes ces fonctions programmées sont beaucoup plus faciles à exécuter qu'une transmutation improvisée lors de situations stressantes. Le cube est assez petit pour être caché dans la paume de la main. Le multi-cube n'est pas sensible, mais est capable d'interpréter des commandes complexes et permet l'enregistrement de données[21]. Le multi-cube peut voler avec sa propre énergie et exécuter les commandes mentales de Mister Miracle. La plus simple utilisation du cube est de générer des effets de lumière. Le cube peut en outre créer des hologrammes très réalistes, des flashs de lumière aveuglant ou un laser capable de couper des câbles en acier et des menottes. En mode hologramme, le cube peut projeter ou enregistrer des images ou séquences holographiques. Mister Miracle peut alors manipuler la lecture et simuler l'objet en projection. Le cube peut émettre un puissant rayon sonore qui peut briser les verrous ou un mur de briques. Le son émis dans ce cas-là peut tuer un humain s'il ne se protège pas les oreilles[22].

## Autres versions

### Kingdom Come
Une version futuriste de Mister Miracle et Big Barda avec leur fille apparaît dans la mini-série Kingdom Come. Étant un artiste de l'évasion, Mister Miracle doit aider Superman dans la création du Goulag, une prison pour les méta-humains ou on ne peut s'échapper. Scott et Barda ont une fille, Avia, qui porte une tenue combinant des éléments de ceux de ses parents. Scott sauve sa femme et Avia à la fin de la mini-série par l'activation d'un tunnel boom juste au moment où une bombe nucléaire explose.

### Superman: The Dark Side
Mister Miracle apparaît également dans Superman: the dark side dans lequel il devient le successeur de Metron, mais aussi dans Justice league: Another Nail dans où il pratique une ultime évasion en téléchargeant sa conscience dans la Boîte mère de Barda, juste avant qu'il ne soit torturé à mort par Darkseid. Le circuit de la Boîte mère est ensuite collé avec l'anneau d'un Green Lantern, permettant à Miracle de projeter sa conscience dans l'énergie de construction de l'anneau, similaire à son corps d'origine.

## Dans d'autres médias

### Télévision
- Superman: The Animated Series (épisode Apokolips..Now ! 2e partie)[25]
- Batman, la relève (épisode L'appel)[26]
- Justice League[27]
- La Ligue des justiciers (Justice league unlimited)
- Batman : L'Alliance des héros
- La Ligue des Justiciers : Action

### Films
- Superman/Batman : Apocalypse[28]
- La Ligue des Justiciers Dieux et Monstres

### Jeux vidéo
- DC Universe Online[29]
- Injustice: Gods Among Us[30]

## Recueils d'éditions
- Jack Kirby Mister Miracle: Super Artiste de l'Évasion, recueil M. Miracle #1-10, 256 pages, septembre 1998 (ISBN 978-1563894572)[31]
- Jack Kirby's Fourth World: Avec Mister Miracle, recueil M. Miracle #11-18, 187 pages, juillet 2001 (ISBN 978-1563897238)
- Jack Kirby's Fourth World Omnibus
  - Volume 1 recueille Forever people #1-3, Mister Miracle #1-3, Les New Gods #1-3, superman's Pal Jimmy Olsen #133-139, 396 pages, mai 2007 (ISBN 978-1401213442) (hardcover)[32] ; en décembre 2011 (ISBN 978-1401232412) (paperback)[33]
  - Volume 2 recueille Toujours les Gens #4-6, Mister Miracle #4 À 6, Les New Gods #4-6, superman's Pal Jimmy Olsen #141-145, 396 pages, août 2007 (ISBN 978-1401213572) (hardcover)[34] ; en avril 2012 (ISBN 978-1401234409) (paperback)[35]
  - Volume 3 recueille forever people #7 À 10, Mister Miracle #7-9, Les New Gods #7 À 10, superman's Pal Jimmy Olsen #146-148, 396 pages, novembre 2007 (ISBN 978-1401214852) (hardcover)[36] ; en août 2012 (ISBN 978-1401235352) (paperback)[37]
  - Volume 4 recueille forever people#11 ; Mister Miracle #10-18 ; Les Nouveaux Dieux, #11 ; "Même les Dieux Doivent Mourir" dans Les Nouveaux Dieux, vol. 2, n ° 6 ; DC Roman Graphique N ° 4 : "La Faim des Chiens" ; "Sur la Route de Armagetto !" (inédits), 424 pages, mars 2008 (ISBN 978-1401215835) (hardcover)[38] ; décembre 2012 (ISBN 978-1401237462) (broché)[39]

## Récompenses
- Les séries Mister Miracle Forever People, Les New Gods, et superman's Pal Jimmy Olsen ont fait gagner à Jack Kirby le prix Shazam 1971 pour « Réalisation exceptionnelle d'un artiste à l'industrie du comics »[40].